# Naturschutzgebiet Rangsdorfer See
Das Naturschutzgebiet Rangsdorfer See ist ein 1998 eingerichtetes, rund 670 Hektar großes Naturschutzgebiet am westlichen Ufer des Rangsdorfer Sees im Bundesland Brandenburg in der Bundesrepublik Deutschland. Es ist als wichtiger Bestandteil des regionalen Biotopverbundes ein separater Bestandteil des Europäischen Vogelschutzgebiets Nuthe-Nieplitz-Niederung.

## Lage

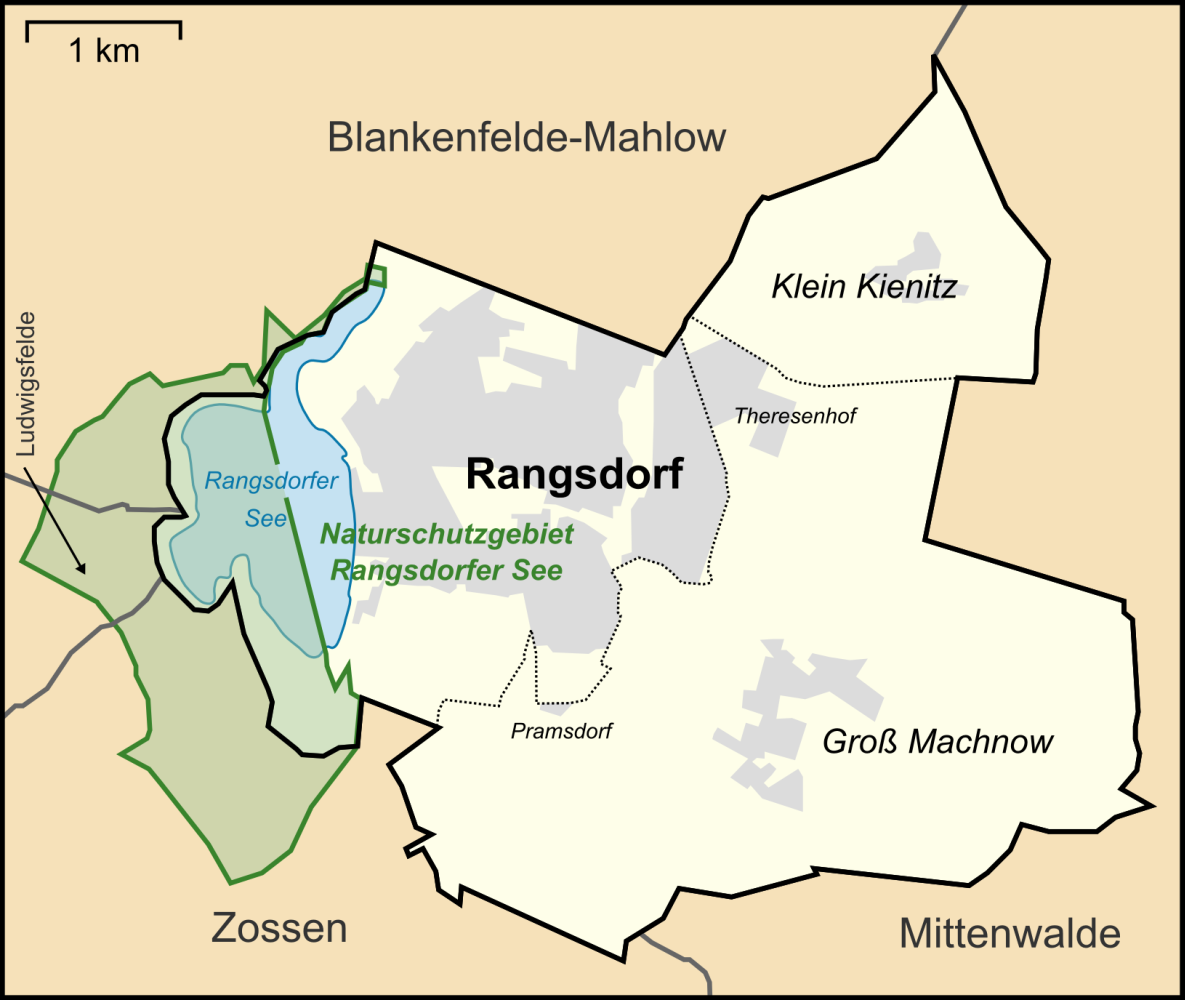
Karte des Naturschutzgebiets Rangsdorfer See (grüne Fläche) am westlichen Rand von Rangsdorf

Das Schutzgebiet liegt ein bis fünf Kilometer südlich der Bundesautobahn 10 und vier bis sechs Kilometer westlich der Bundesstraße 96 in den Gemeinden Rangsdorf (Osten), Glienick (Süden), Groß Schulzendorf (Westen) und Jühnsdorf (Norden).

## Schutzzweck
Das Naturschutzgebiet ist zum Zwecke der Erhaltung und Entwicklung des Gebietes eingerichtet worden. Es wird vom Bundesamt für Naturschutz verwaltet.

### Fauna
Das Schutzgebiet dient insbesondere als Brut- und Nahrungsgebiet bestandsbedrohter und gefährdeter Vogelarten sowie als Lebensraum für Säugetiere der Gewässer und ihrer Ufer sowie als Rastplatz für nordische Gänse.

Vögel im Naturschutzgebiet Rangsdorfer See
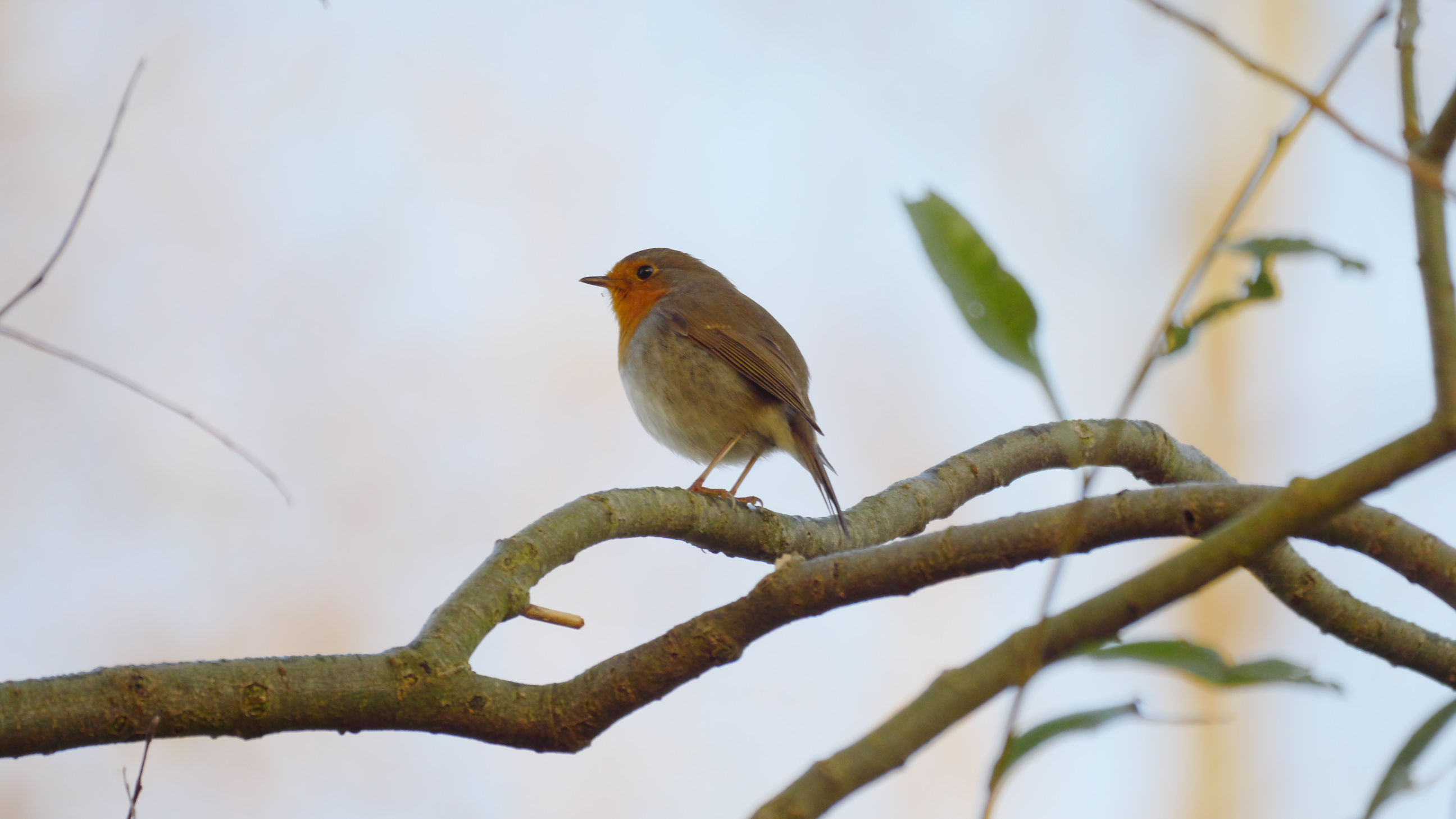
Rotkehlchen
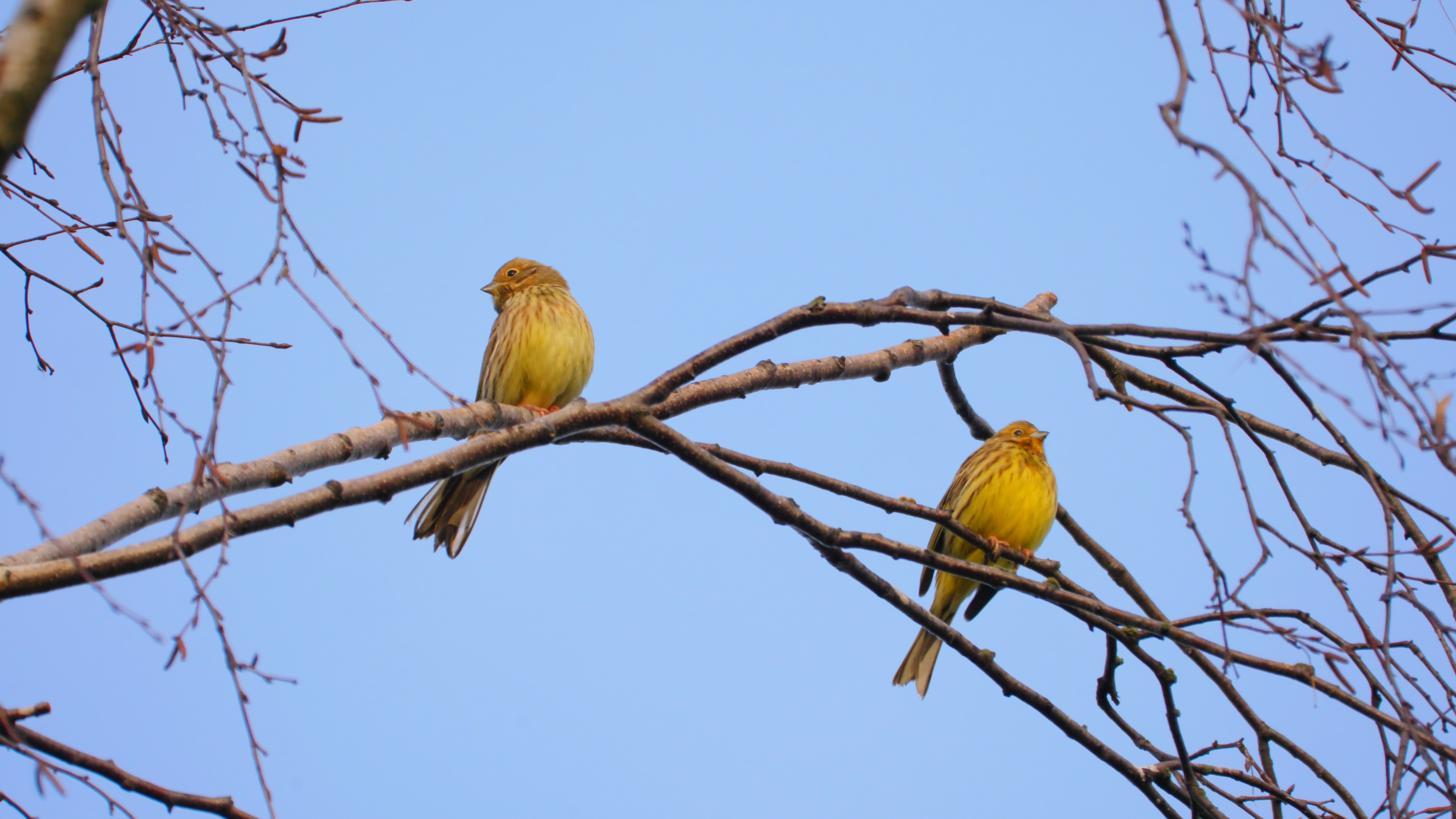
Goldammerpärchen
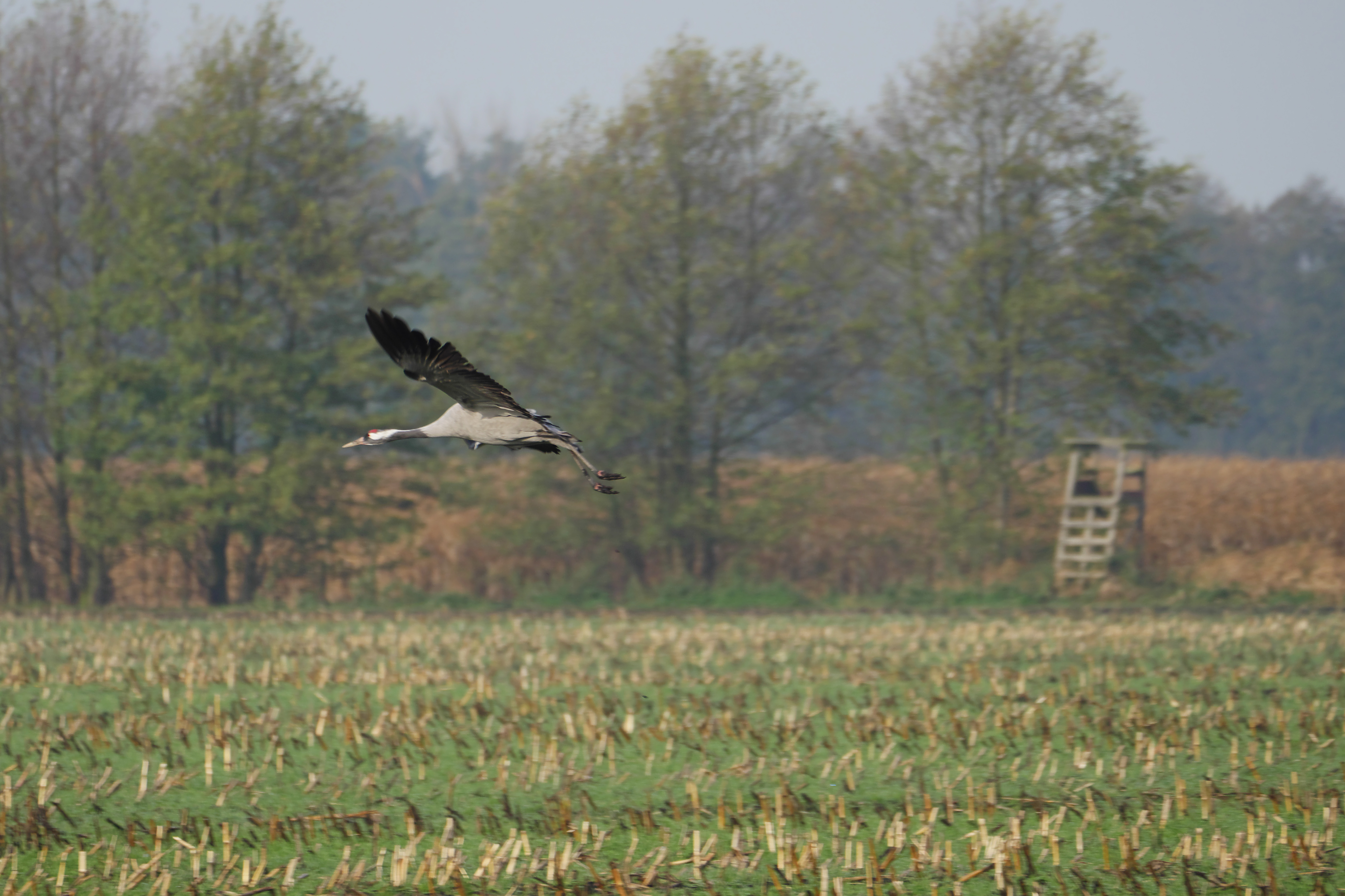
Kranich im Abflug vom Stoppelfeld
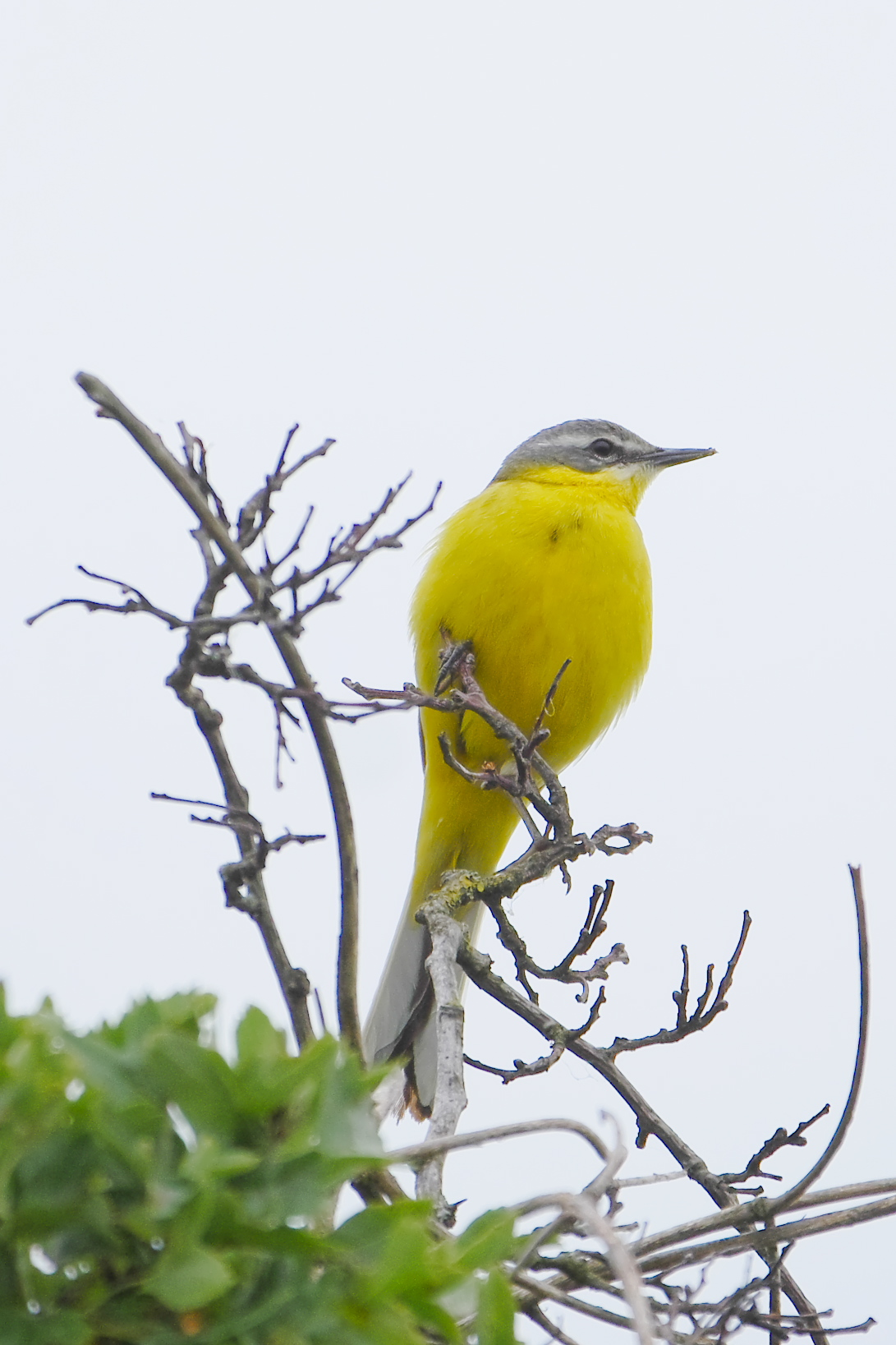
Wiesenschafstelzenmännchen auf einer Warte
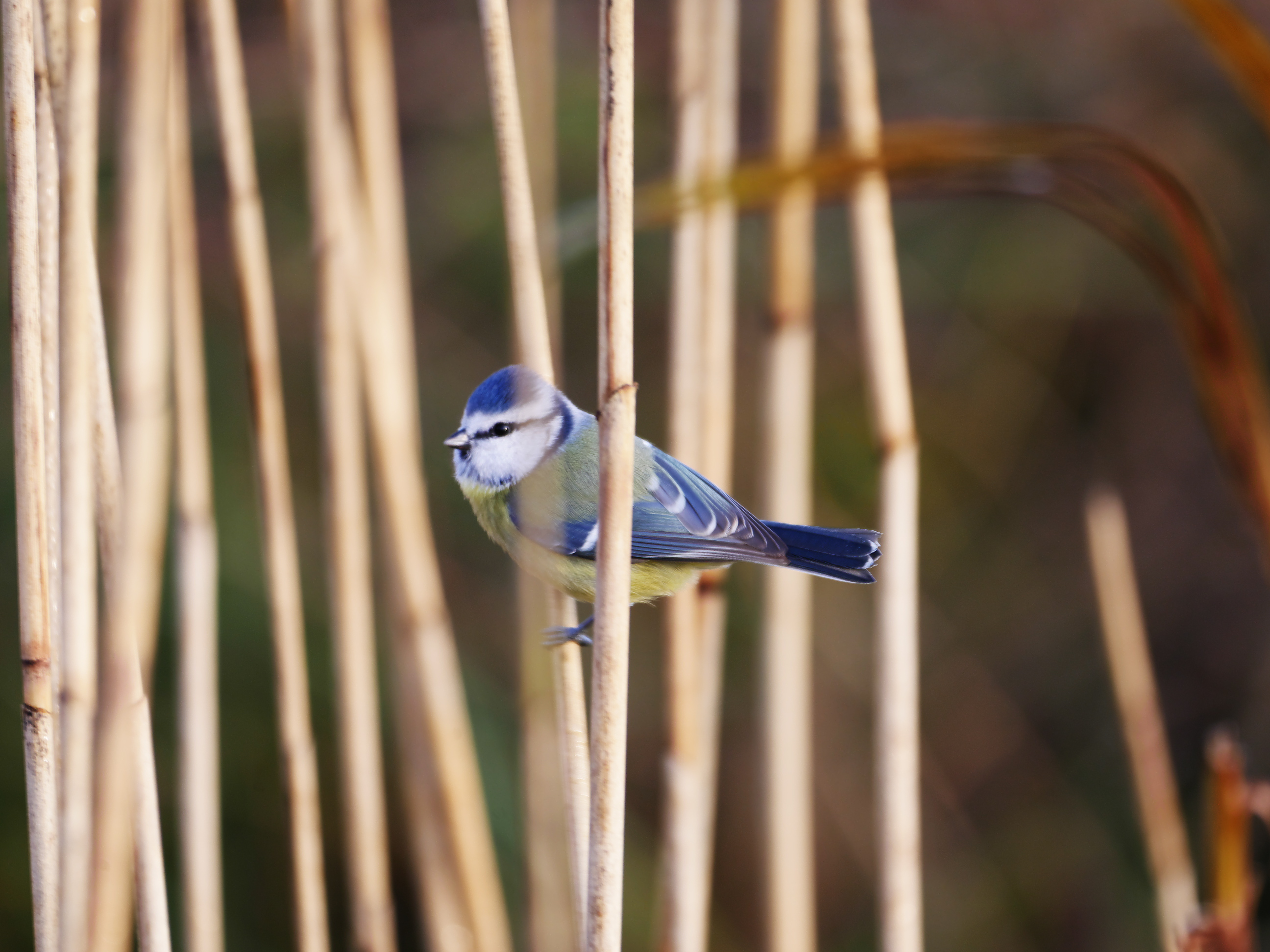
Blaumeise im Röhricht

### Flora
In Bezug auf die Pflanzenwelt ist das Gebiet ein geschützter Standort seltener in ihrem Bestand bedrohter und insbesondere in Brandenburg vom Aussterben bedrohter und gefährdeter Pflanzenarten sowie Pflanzengesellschaften wie armen Feuchtwiesen und ausgedehnteren Röhricht-, Großseggen- und Bruchwaldgesellschaften.

## Bildergalerie

Bilder aus dem Naturschutzgebiet Rangsdorfer See
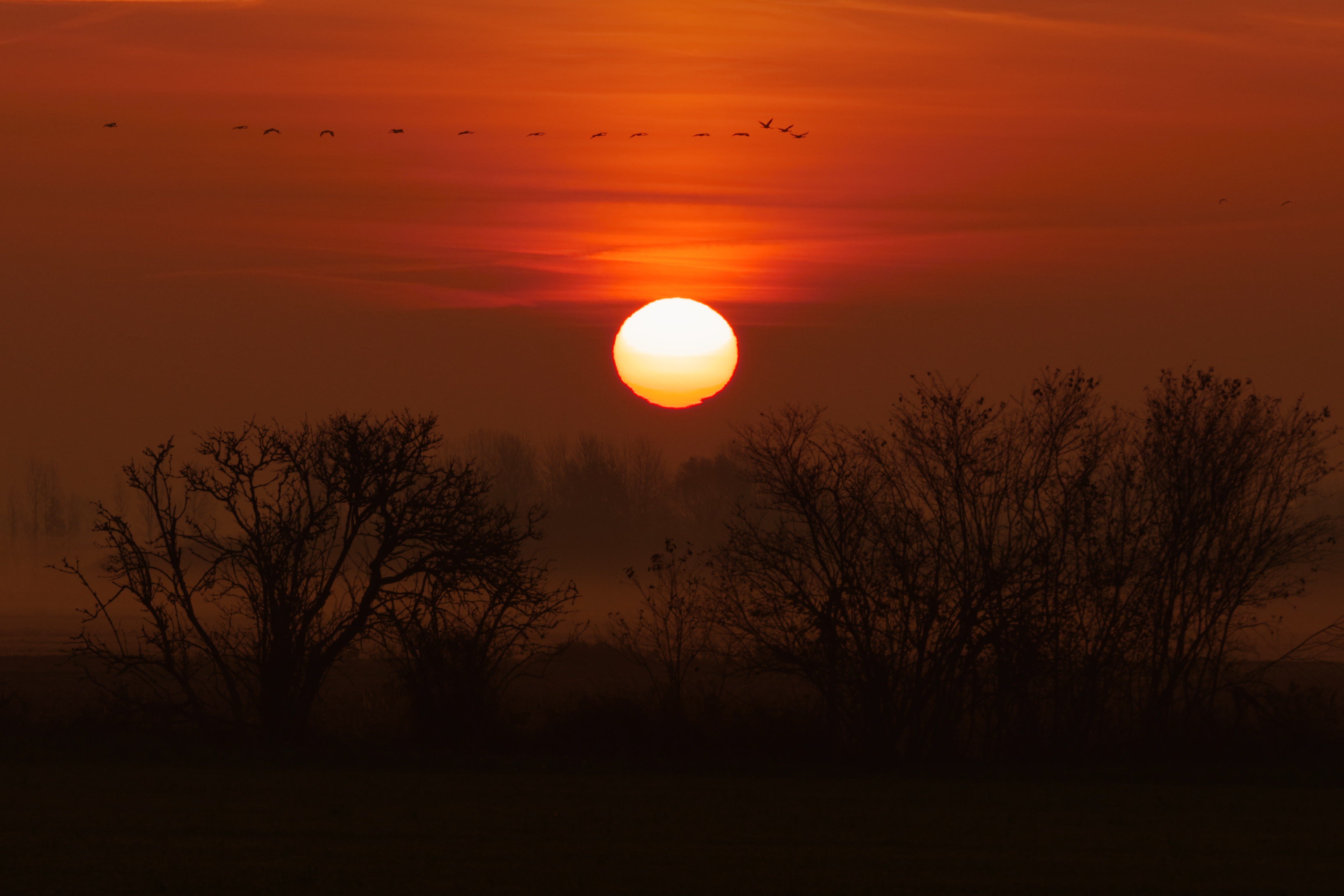
Sonnenaufgang mit Kranichschwarm
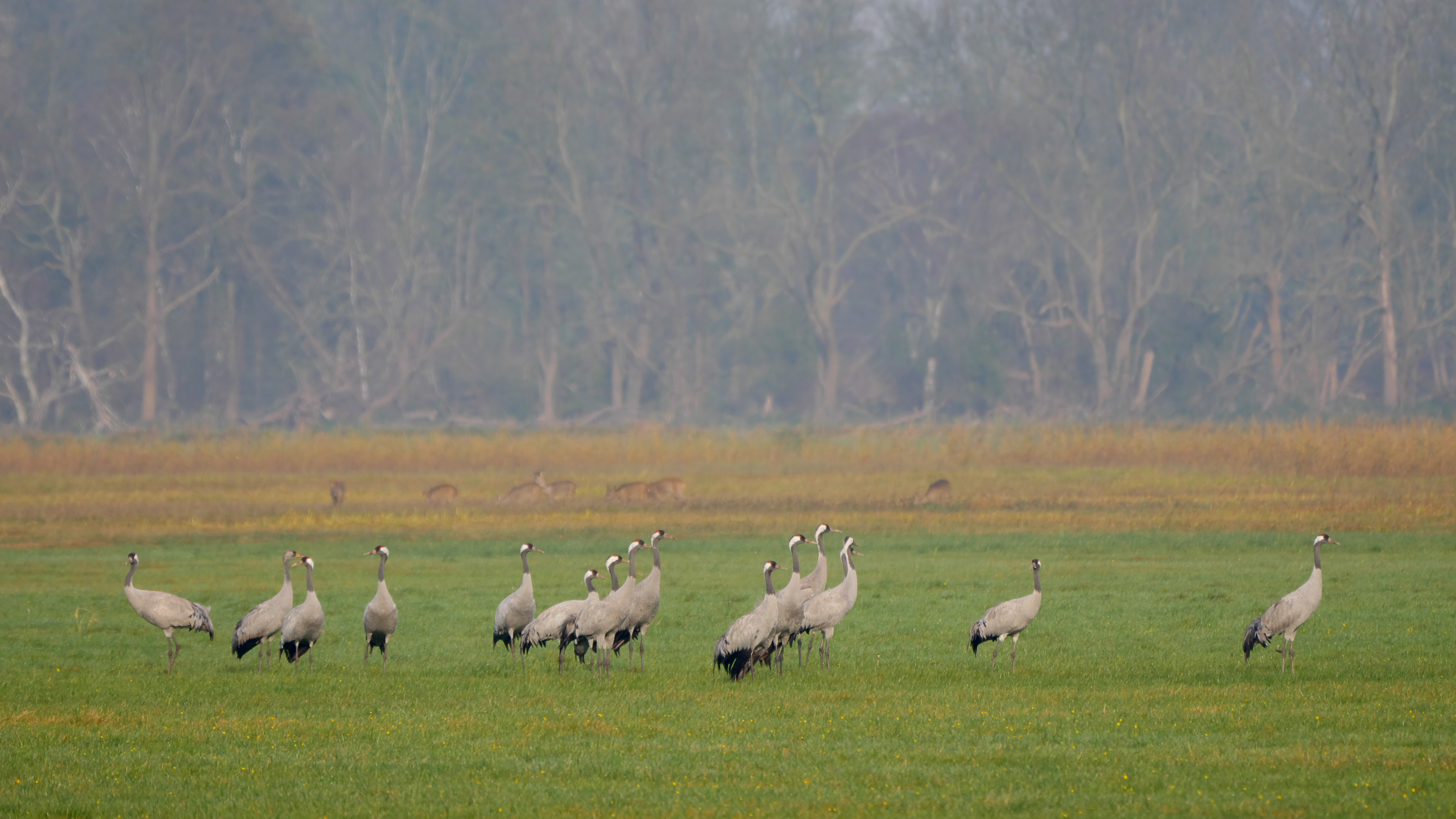
15 Kraniche auf einer Feuchtwiese bei der Nahrungssuche
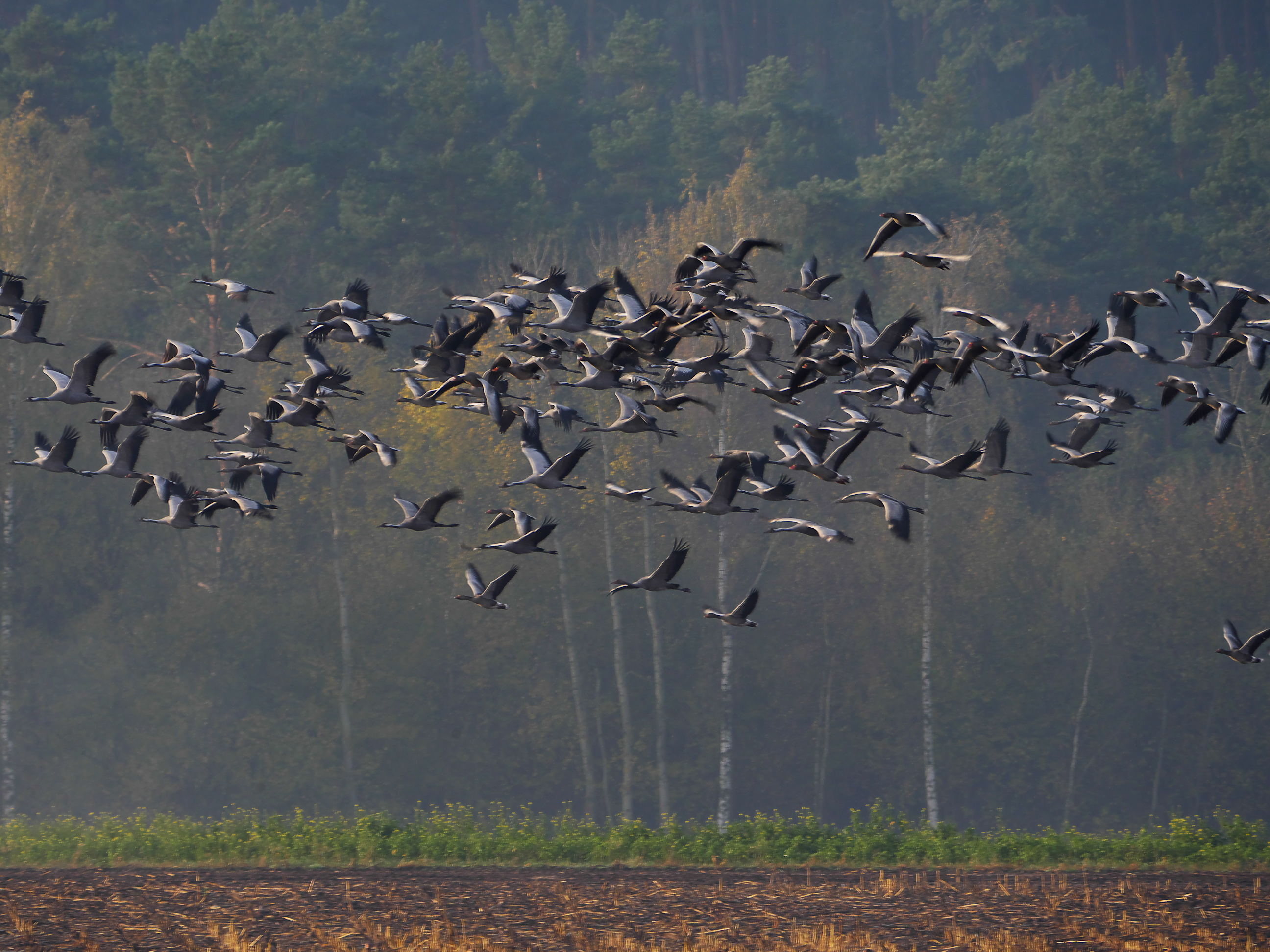
Kraniche und Wildgänse im Tiefflug
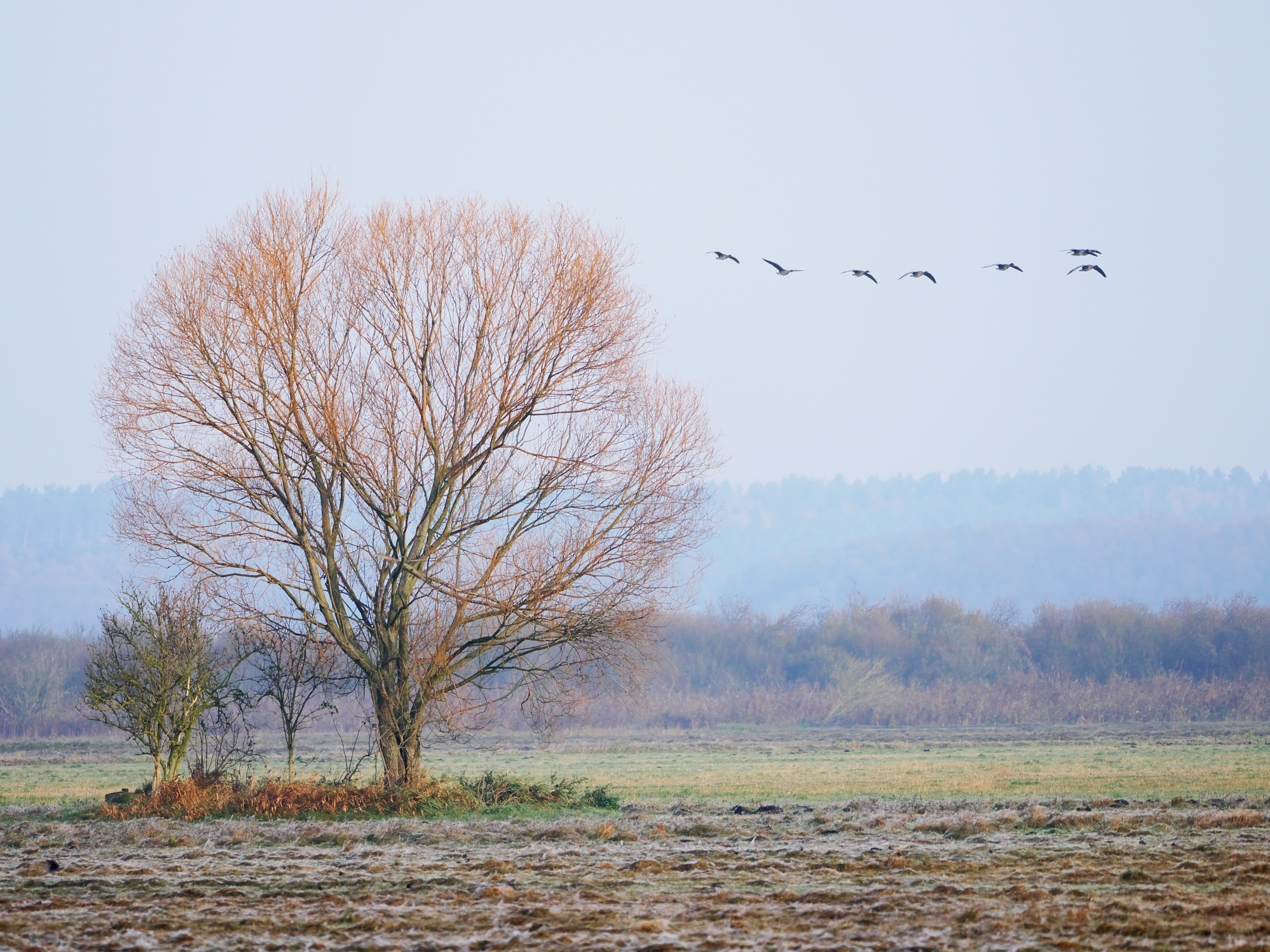
Sieben Wildgänse über kahlem Baum im Anflug
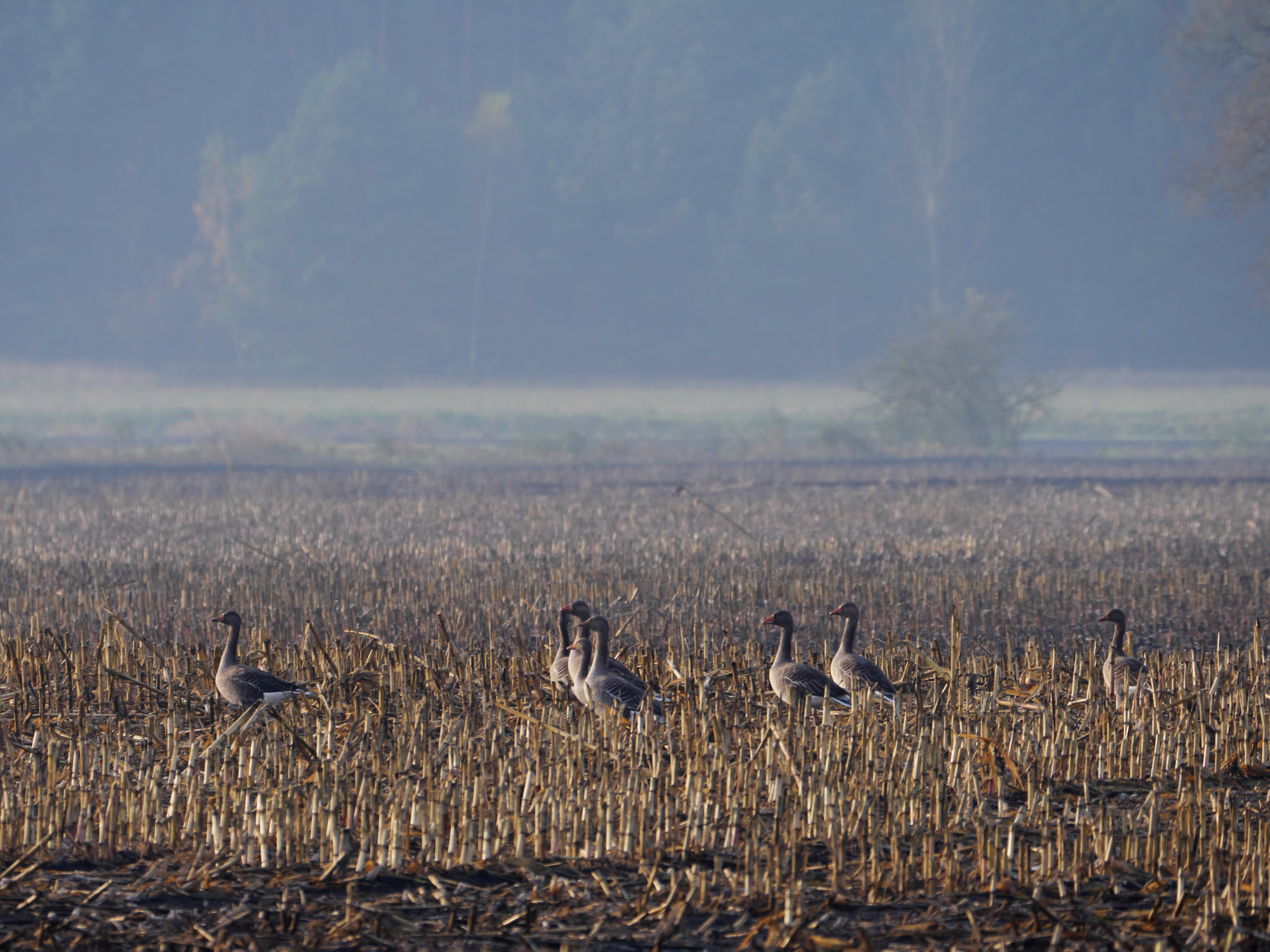
Acht Wildgänse auf einem Stoppelfeld bei der Nahrungssuche
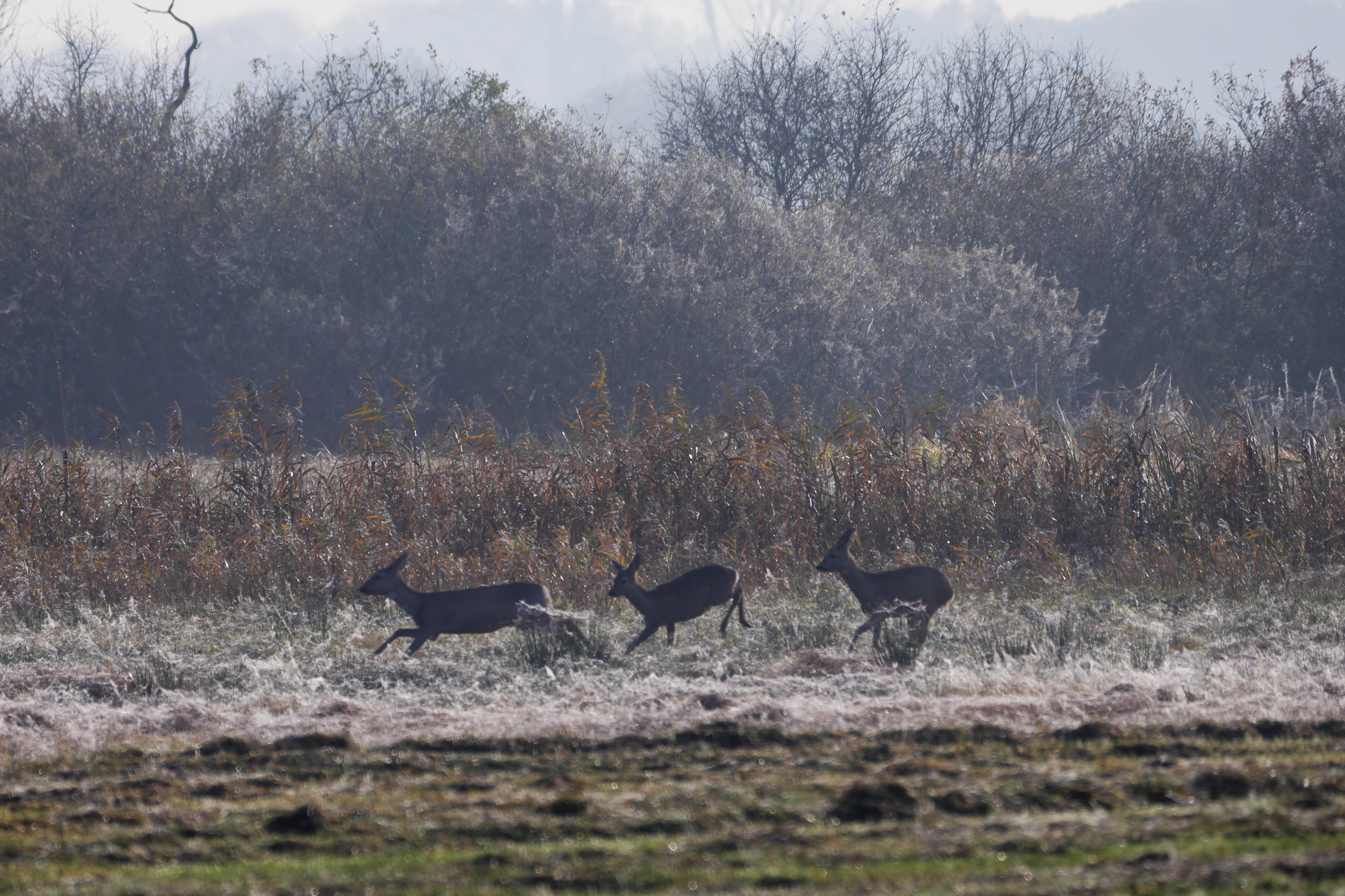
Drei Rehe